# Land Rover Discovery
La Land Rover Discovery è un veicolo fuoristrada 4x4 prodotto dalla casa britannica Land Rover a partire dal 1989 in cinque generazioni.

## Storia
La storia della Discovery inizia nell'autunno 1989 quando la Land Rover, che da molti anni non produceva nuovi modelli e si concentrava solo sul restyling di quelli esistenti (Range Rover e Defender), lancia sul mercato questa automobile fuoristrada in modo da colmare il divario di capacità di utilizzo e, soprattutto, di prezzo, presente tra gli unici due modelli fino a quel momento in produzione, con l'intento di creare un mezzo fuoristrada da famiglia capace di contrastare il successo dei 4x4 di produzione orientale come il Mitsubishi Pajero e la Toyota Land Cruiser.
Già dalla prima versione, la Discovery si impone sul mercato per soluzioni tecnologiche top sia in ambito fuoristradistico, forte della tradizione Land Rover in materia di trazione integrale permanente, sia in ambito automobilistico, rendendo la guida del modello molto più gradevole rispetto a quella del Defender e più simile a quella del Range Rover. La prima serie venne offerta inizialmente nella sola versione 3 porte, cui seguì il modello 5 porte a cinque o sette posti con gli ultimi due previsti su panchette ripiegabili nel bagagliaio, non rivolte nel senso di marcia.

## Discovery 2 (1998-2005)

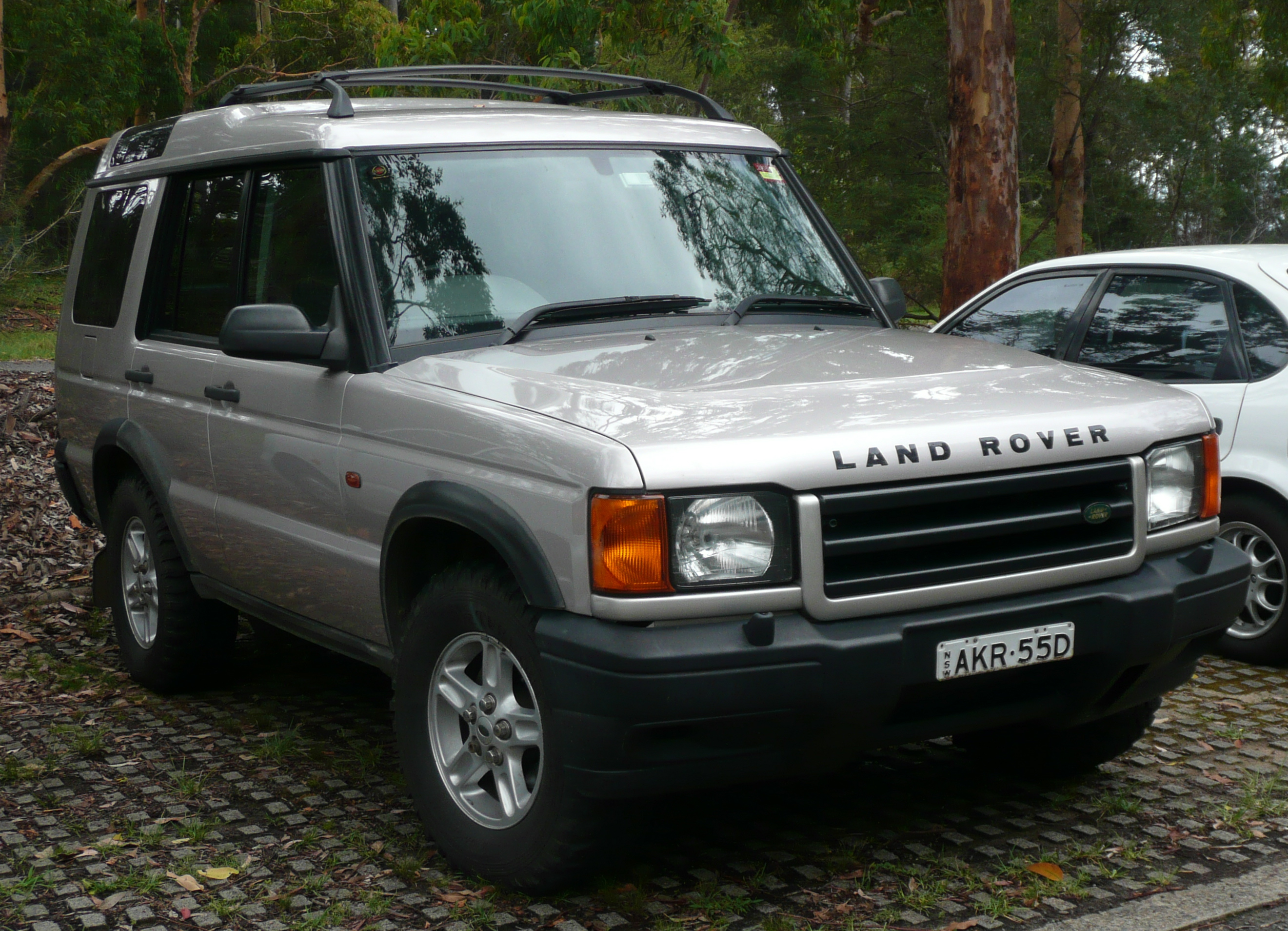
La seconda serie

Nove anni più tardi, nel 1998, debutta la Serie II. Non un semplice restyling ma una vettura completamente nuova: lo stile resta quello del vecchio modello ma viene aggiornato, il passo viene allungato, le dimensioni aumentano per offrire sette posti tutti in direzione di marcia.
Tra le innovazioni introdotte spiccano il sistema ACE - Active Cornering Enhancement che permetteva al fuoristrada di azzerare il rollio in curva servendosi di attuatori elettronici sulle barre antirollio definite "attive", il 4-Wheels Electronic Traction Control (controllo elettronico di trazione su tutte e quattro le ruote) e l'Hill Descent Control (controllo della velocità in discesa), già adottati su Land Rover Freelander e qui uniti alla possibilità di utilizzare marce ridotte.
Spicca la mancanza del blocco manuale per il differenziale centrale presente sul vecchio modello ma ritenuto superfluo dai progettisti per via dell'introduzione del controllo elettronico di trazione, scelta criticata da molti acquirenti nonché tradizionali clienti Land Rover.
Sulla falsariga dell'introduzione di sospensioni pneumatiche a variazione elettronica di serie sul Range Rover sin dal 1994, anche per Discovery venne data possibilità di optare per un sistema simile, previsto per le sole sospensioni posteriori e chiamato SLS - Self Leveling Rear Suspension, che prevedeva molle ad aria autolivellanti e rialzabili su comando del guidatore in caso di utilizzo in fuoristrada, per migliorare l'angolo di uscita, o per facilitare l'azione di aggancio di un rimorchio.
Nel 2002 la Discovery II venne sottoposta ad un restyling in cui furono leggermente modificati i fari posteriori e completamente ridisegnati quelli anteriori, inclusi i fendinebbia.

## Discovery 3

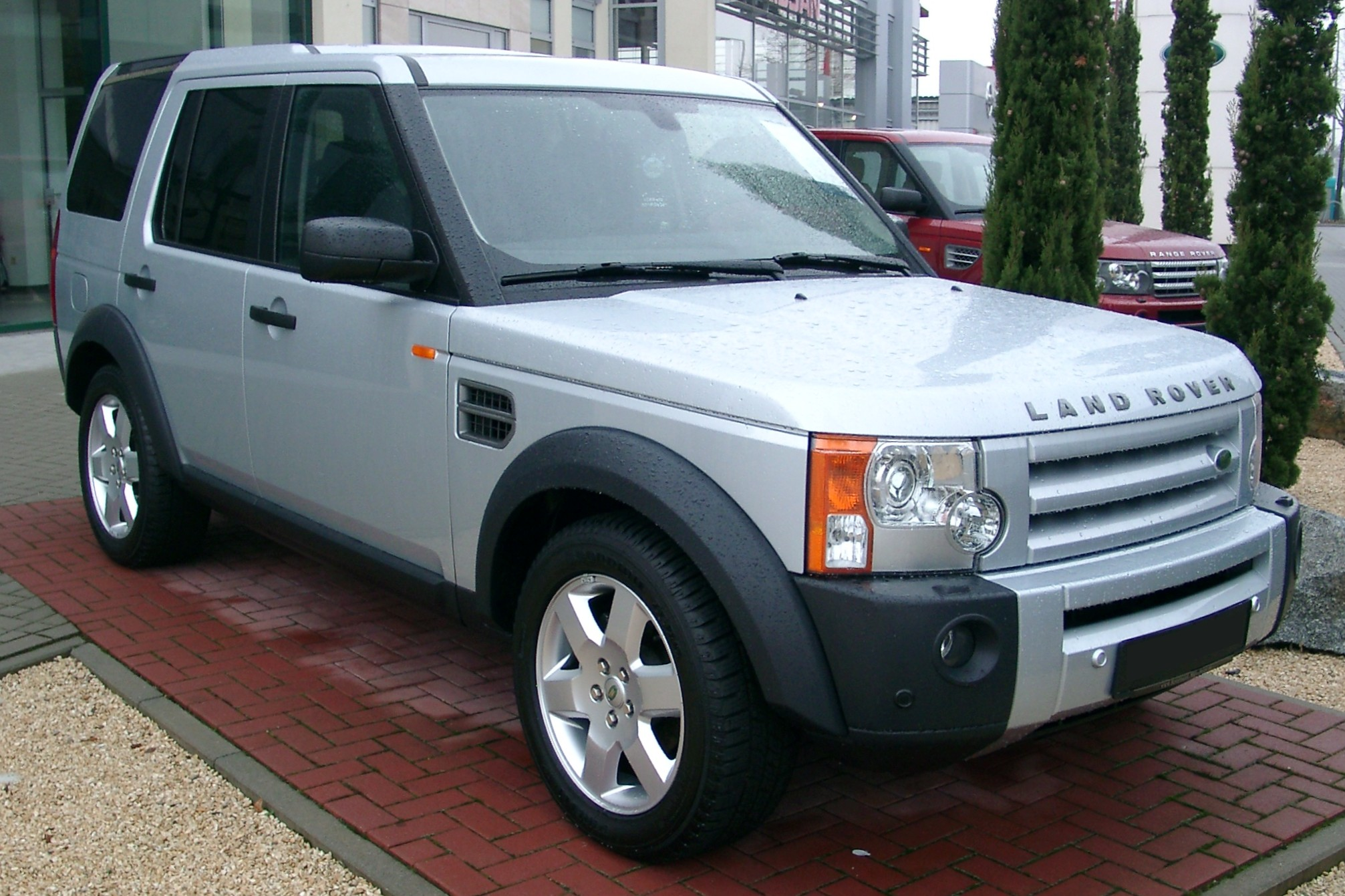
Discovery 3

Il 2004 vede il lancio della Discovery 3: rivoluzionarie soluzioni tecniche adottate con l'aggiunta, sui modelli top di gamma, delle sospensioni pneumatiche regolabili in altezza su tutte e quattro le ruote e -anteprima mondiale per Land Rover- del sistema Terrain Response (un selettore rotante che consente di selezionare il terreno da percorrere delegando all'elettronica di bordo il settaggio del miglior rapporto di trasmissione, altezza delle sospensioni e bloccaggio dei differenziali).
Nel 2006 è stata sottoposta al crash test dell'EuroNCAP, raggiungendo il punteggio di 4 stelle nel comparto della sicurezza automobilistica. Nel Discovery 3 viene utilizzato l'Integrated Body Frame, una soluzione telaistica che si pone tra il classico sistema a "longheroni e traverse" del telaio più scocca e il sistema a "scocca portante" utilizzato per esempio nei SUV: nel caso di Discovery 3, la scocca incorpora parte degli elementi rigidi del telaio stesso, con una rigidità strutturale enorme, ma con lo svantaggio di un peso consistente per l'intero veicolo.
I motori disponibili, un diesel V6 da 2.7 litri (190CV) e un V8 benzina da 4.4 litri (299CV), sono di derivazione Jaguar, opportunamente rivisti per l'utilizzo in fuoristrada.
Una terza fila di sedili posteriori è disponibile come optional ed è abbattibile a filo del vano di carico posteriore quando non utilizzata.
Il bruciatore a combustibile tipo "Webasto", per il riscaldamento del circuito refrigerante in caso di basse temperature esterne, è di serie.

## Discovery 4

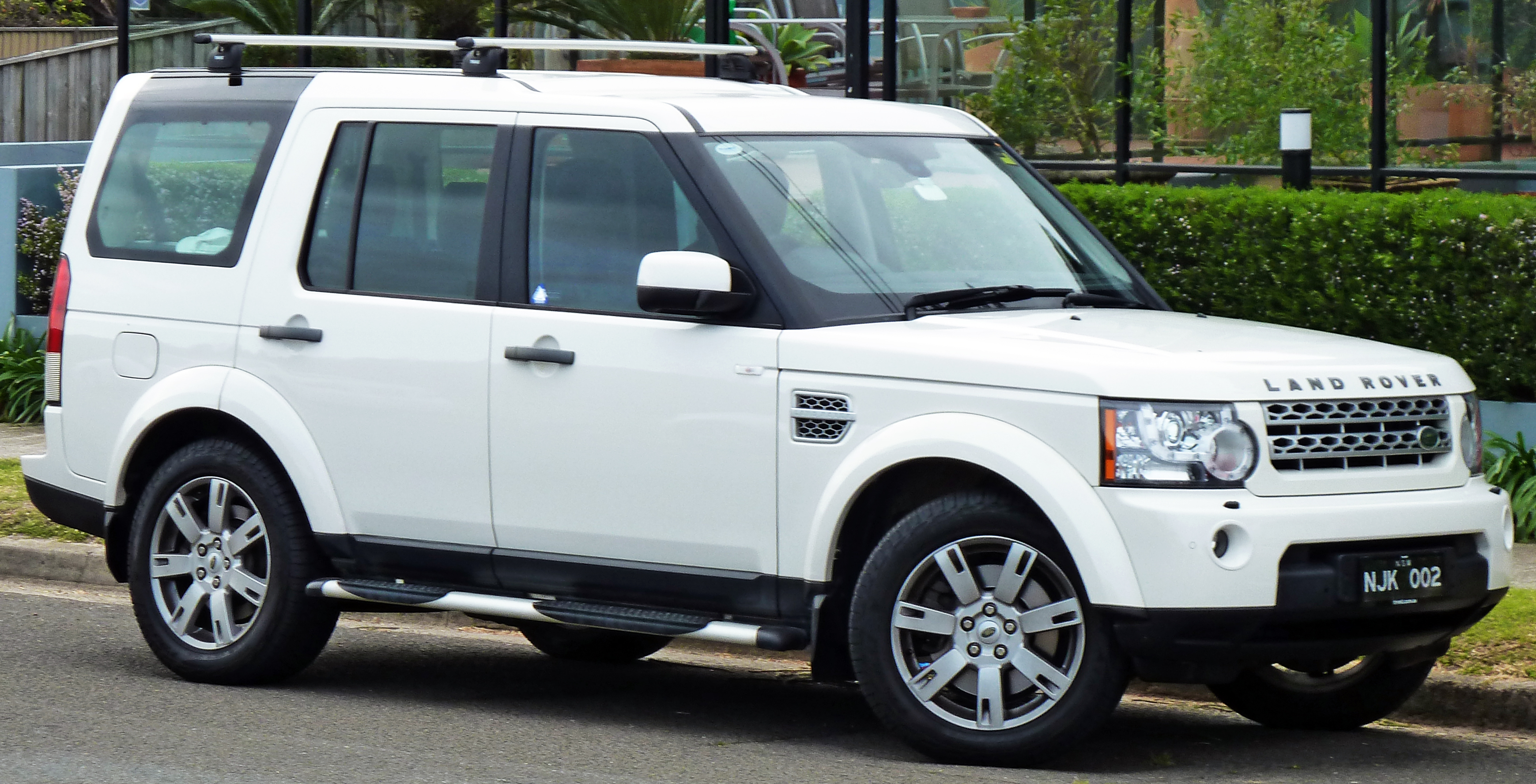
Discovery 4

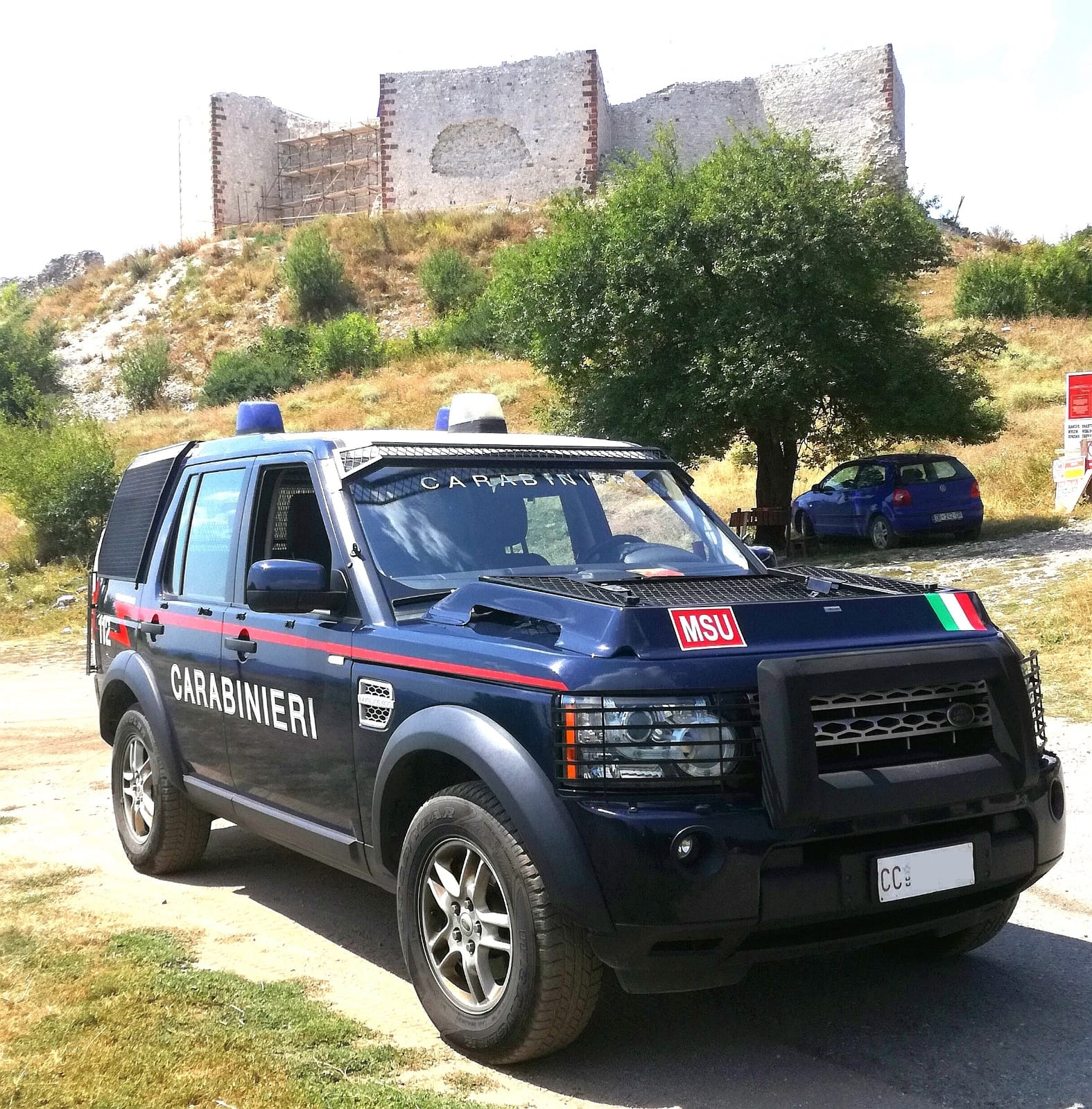
Discovery 4 dei Carabinieri di MSU di pattuglia con allestimento da OP, in Kosovo.

La nuova generazione 2010 della Discovery è stata presentata ufficialmente al Nyias, nel 2009 a New York durante l'International Automobile Show, meglio conosciuto come Salone di New York. Sul mercato nord americano la Discovery 4 venne commercializzata come Land Rover LR4. 
Si tratta di un profondo restyling della Discovery 3, in cui vengono mantenuti gli stessi lamierati e lo stesso telaio ma vengono introdotte importanti novità tecnologiche.
Oltre agli interventi estetici (nuova mascherina radiatore e paraurti in tinta con la carrozzeria, luci di posizione e posteriori a LED la maggior parte delle modifiche riguardano la meccanica che vede l’introduzione di nuovi motori, trasmissioni, freni più potenti provenienti dalla Range Rover Sport, barre antirollio più spesse per migliorare la guida su strada, sospensioni migliorate, e importanti aggiornamenti agli interni della vettura. La vecchia strumentazione analogica viene sostituita da un nuovo display centrale TFT a colori con computer di bordo, nuova grafica per tachimetro e contagiri, la console centrale possiede nuovi comandi per il clima e l’impianto di navigazione ereditati dalla Range Rover Sport con meno pulsanti e dal disegno più moderno ed ergonomico. Il sistema Terrain Response introduce due nuove funzionalità: la modalità "Sand" che controlla e regola la trazione su fondi sabbiosi e la modalità "Rock Crawl" per la guida automatica a passo d’uomo su fondi rocciosi.  Debutta anche il sistema Trailer Stability Assist che regola acceleratore e freni quando la vettura traina 
un rimorchio. 
La gamma si arricchisce di due nuovi motori: il 3,0 litri TDV6 Gen III sviluppato insieme a PSA dotato di due turbocompressori gemellati sequenziali in cui un turbocompressore a geometria variabile viene utilizzato ai bassi regimi del motore, mentre un secondo turbo standard viene utilizzato a regimi più elevati. Il 3.0 TDV6 eroga 245 CV (180 kW) e 600 N⋅m ed è accoppiato alla trasmissione automatica a 6 rapporti ZF 6HP28. Il 3.0 affianca il 2.7 TDV6 erogante 190 cavalli accoppiato ad un cambio manuale a 6 rapporti o all’automatico a 6 rapporti  ZF. 
Nell’ottobre 2010 esce di scena il motore 2.7 TDV6 sostituito definitivamente dal 3.0 diesel biturbo offerto ora nelle variante base TDV6 da 211 cavalli e accoppiato al cambio automatico ZF a 6 rapporti (il manuale non verrà più offerto) e nella top di gamma ribattezzata SDV6 da 245 cavalli mentre debutta il motore 5.0 V8 a benzina Supercharged erogante 375 cavalli disponibile in Nord America e in alcuni mercati europei ed asiatici ma non in Italia. 
Nel luglio 2011 debutta la nuova gamma “Model Year 2012” con aggiornamenti alle dotazioni e alla meccanica con l’esordio del diesel 3.0 SDV6 potenziato a 256 cavalli, tutti i motori vengono ora abbinati alla nuova trasmissione automatica sequenziale a 8 rapporti ZF 8HP.
Nel 2015 debutta la Discovery Sport destinata ad affiancare e sostituire la Freelander. Sì tratta del primo modello della famiglia Discovery che anticipa l'arrivo della nuova Discovery.

### Motorizzazioni
| Modello  | Disponibilità              | Motore | Cilindrata (cm³) | Trasmissione   | Potenza         | Coppia Massima (Nm) | Emissioni CO2 (g/Km) | 0–100 km/h (secondi) | Velocità max (Km/h) | Consumo medio (Km/l) |
| 2.7 TDV6 | dal 2009 al 2010           | Diesel | 2720             | M/T 6 ZF S6-53 | 140 kW (190 Cv) | 440                 | 244                  | 11.7                 | 180                 | 10.9                 |
| 2.7 TDV6 | dal 2009 al 2010           | Diesel | 2720             | A/T 6 ZF 6HP26 | 140 kW (190 Cv) | 440                 | 270                  | 12.7                 | 180                 | 9.8                  |
| 3.0 TDV6 | dal 2010 al 2011           | Diesel | 2993             | A/T 6 ZF 6HP28 | 154 kW (210 Cv) | 600                 | 244                  | 9.6                  | 180                 | 10.7                 |
| 3.0 TDV6 | dal 2009 al 2011           | Diesel | 2993             | A/T 6 ZF 6HP28 | 180 kW (245 Cv) | 600                 | 244                  | 9.6                  | 180                 | 10.7                 |
| 3.0 TDV6 | dal 2011 al 2015           | Diesel | 2993             | A/T 8 ZF 8HP28 | 155 kW (211 Cv) | 520                 | 224                  | 10.7                 | 180                 | 11.8                 |
| 3.0 SDV6 | dal 2011 al 2013           | Diesel | 2993             | A/T 8 ZF 8HP28 | 188 kW (256 Cv) | 600                 | 230                  | 9.3                  | 180                 | 11.3                 |
| 3.0 SDV6 | dal 2013 al 2015           | Diesel | 2993             | A/T 8 ZF 8HP28 | 183 kW (249 Cv) | 600                 | 224                  | 9.3                  | 180                 | 11.8                 |
| 3.0 TDV6 | dal 2015 a fine produzione | Diesel | 2993             | A/T 8 ZF 8HP28 | 155 kW (211 Cv) | 520                 | 203                  | 10.7                 | 180                 | 13                   |
| 3.0 SDV6 | dal 2015 a fine produzione | Diesel | 2993             | A/T 8 ZF 8HP28 | 183 kW (249 Cv) | 600                 | 213                  | 9.3                  | 180                 | 12.5                 |

## Discovery 5 (2014-)

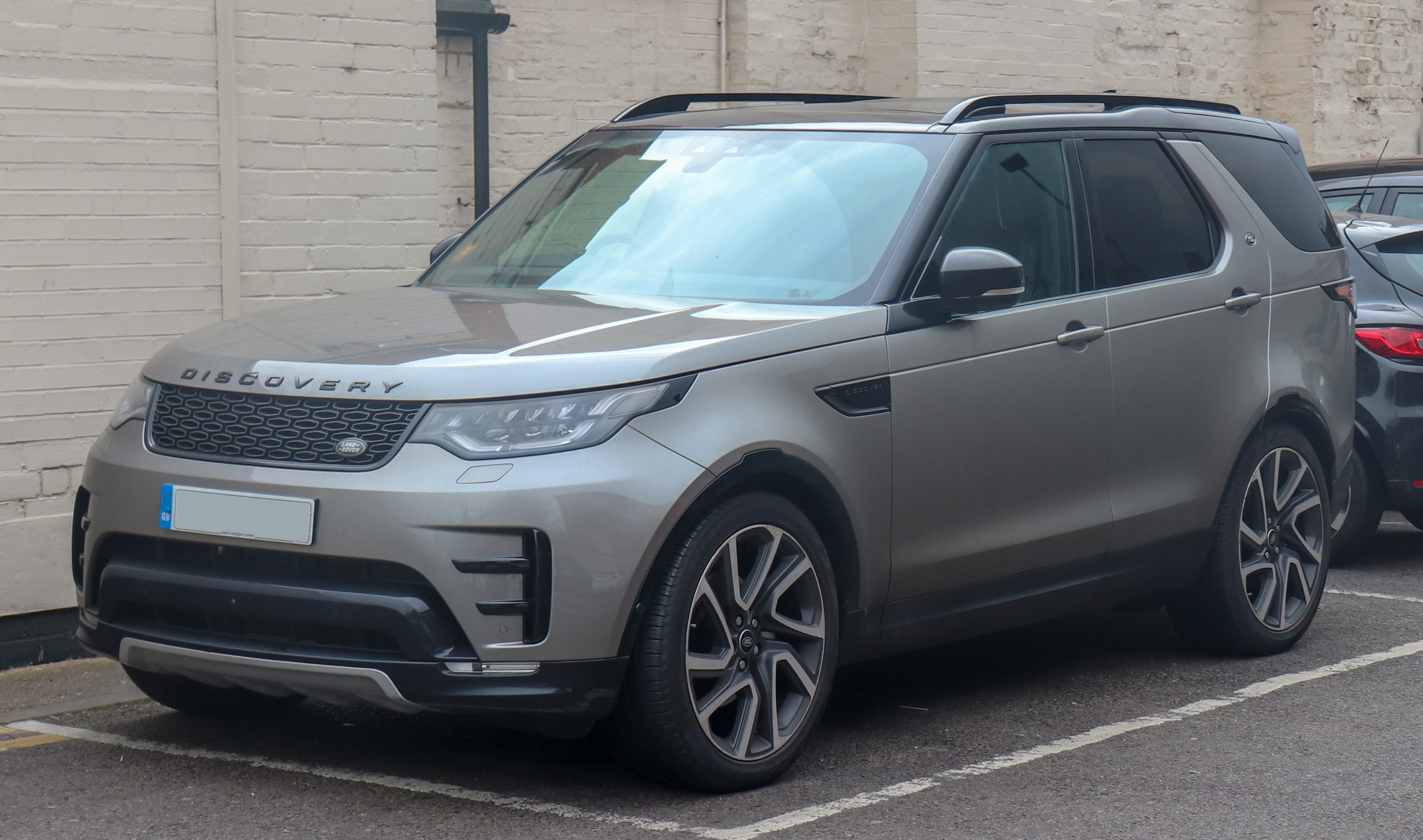
Discovery 5

La quinta generazione viene anticipata dal prototipo Discovery Vision Concept esposto al salone di New York nell’aprile 2014; il concept anticipava fedelmente il modello di produzione e presentava un design di rottura più sportivo e interni più tecnologici, oltre a numerosi dettagli scenografici come le portiere ad armadio.
La Discovery 5 definitiva è stata presentata in anteprima mondiale nel Regno Unito il 28 settembre 2016 e successivamente al Motor Show di Parigi 2016; le vendite in Europa sono partite nel febbraio 2017. Viene costruita sulla piattaforma modulare in alluminio D7u condivisa con Range Rover e Range Rover Sport. Esteticamente la Discovery 5 viene rivoluzionata, abbandonando l’impostazione da fuoristrada che accomunava i modelli precedenti per uniformarsi al design da SUV della gamma Range Rover, infatti proprio dalla Range Rover Sport eredita molti particolari come i fanali sottili e la calandra di dimensioni ridotte, le prese d’aria sui parafanghi e la fiancata piatta con vetri inclinati. L’abitacolo viene offerto in versione a cinque posti o sette posti. 
La produzione parte all’inizio del 2017 nello stabilimento di Solihull, ma nell’ottobre 2018 venne spostata fuori dal Regno nel nuovo impianto Jaguar Land Rover in Slovacchia a Nitra.
A differenza delle precedenti generazioni, anche negli Stati Uniti verrà commercializzata con la denominazione originale Discovery (le vecchie erano ribattezzate LR3 ed LR4). Al debutto la gamma motori è composta dai nuovi propulsori benzina 2.0 litri Si4 “Ingenium” turbo erogante 300 cavalli e il V6 3.0 Si6 Supercharged erogante 340 cavalli, i diesel sono i 2.0 litri “Ingenium” singleturbo da 180 cavalli e twinturbo da 240 cavalli, 3.0 V6 twinturbo da 249 e 256 cavalli omologati tutti Euro 6.  
Nel Regno Unito viene presentata nel dicembre 2017 anche la versione Commercial, omologata autocarro a due posti con vetri posteriori e laterali oscurati. La Discovery Commercial possiede un vano di carico lungo 1,63 metri, largo 0,93 metri e alto 1,41 metri con un volume di carico massimo pari a 1856 litri.
Nel giugno 2018 debutta in gamma il motore diesel 3.0 SDV6 biturbo erogante 306 cavalli e tutte le motorizzazioni vengono riomologate Euro 6D-Temp, coi benzina che adottano di serie il filtro anti particolato.

### Meccanica
La Discovery 5 introduce la piattaforma monoscocca in alluminio D7u a trazione integrale, l’alluminio viene utilizzato anche nei pannelli delle portiere e nella scocca e complessivamente si ha avuto una perdita di peso fino a 480 kg rispetto al modello precedente. La carrozzeria dal disegno più morbido e aerodinamico è lunga 4,97 metri, il passo è di 2,92 metri e ha una larghezza di 2,22 metri. Il coefficiente aerodinamico è pari a 0,33, più basso del 17%. Tutti i Discovery 5 sono dotati di una trasmissione automatica ZF 8HP a 8 rapporti con un pacchetto opzionale per le ridotte, che aggiunge una scatola di trasferimento a due velocità e l'opzione di un differenziale posteriore a bloccaggio attivo. Le molle elicoidali sono ora di serie sui modelli base, mentre le sospensioni pneumatiche sono disponibili come opzione. Viene introdotta anche la trazione Terrain Response 2, che monitora costantemente lo slittamento delle ruote, la velocità delle ruote, l'angolo di avvicinamento o di partenza e la compressione o il rimbalzo delle sospensioni per regolare il sistema antibloccaggio, la risposta dell'acceleratore, differenziali e sistemi di controllo della trazione. Il guidatore può selezionare cinque modalità di guida (neve, erba, ghiaia, fango, sabbia o roccia) tramite una rotella sulla console centrale.
Nel 2017 viene sottoposta ai crash test EuroNCAP totalizzando il risultato di 5 stelle.

### Discovery SVX

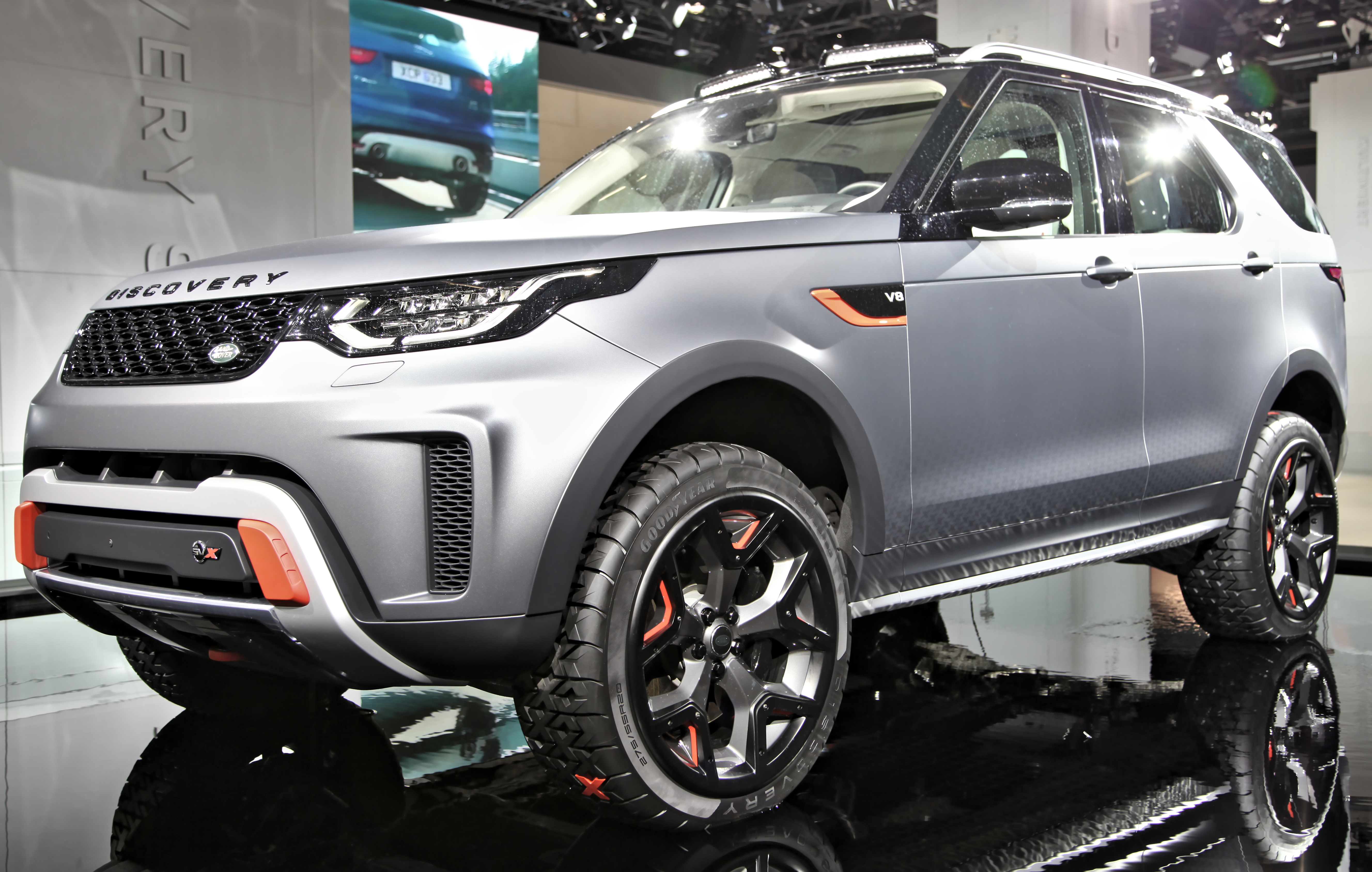
Il prototipo Discovery SVX

Al salone di Francoforte 2017 viene presentata la Discovery SVX, prototipo che era destinato alla produzione sviluppato dalla sezione Land Rover Special Vehicle Operations (SVO) dedicata ai modelli speciali della gamma; la SVX era nello specifico il modello da off-road equipaggiato col motore 5,0 litri V8 Supercharged erogante 525 CV e 625 Nm di coppia e aveva il differenziale centrale e posteriore bloccabile, il sistema Hydraulic Active Roll Control (H-ARC) che migliora l’articolazione delle ruote in fuoristrada e controlla il rollio della vettura, sospensioni idrauliche, ammortizzatori a corsa lunga e nuove boccole e pneumatici 275/55 R20 Goodyear Wrangler all-terrain. Esteticamente possedeva cerchi in lega e paraurti specifici con scudi paracolpi maggiorati e verricello elettrico posteriore. Nel marzo 2019 viene annunciato che la SVX non entrerà in produzione a causa di una ristrutturazione della gamma Jaguar Land Rover che ha portato alla cancellazione di alcuni modelli pianificati.